# Johann Karl Philipp von Cobenzl
Johann Karl Philipp von Cobenzl (ur. 21 lipca 1712 w Lublamie, zm. 20 stycznia 1770) dyplomata austriacki, ojciec Johanna Ludwiga von Cobenzl (1753-1809), również dyplomata.
Ludwig von Cobenzl szybko wszedł do służb dyplomatycznych. W kwietniu 1743 roku był komisarzem wyborczym (Wahlcomissar) w Moguncji. Następnie był agentem austriackim w okręgach rzeszy Niemieckiej: nadreńskim, szwabskim i westfalskim.
W 1753 roku uzyskał stanowisko ministra pełnomocnego w Brukseli.
W Brukseli urodził się jego syn Johann Ludwig von Cobenzl, minister spraw zagranicznych. W 1769 roku założył w Brukseli "Towarzystwo Literackie" (Literarische Gesellschaft), które było zaczątkiem przyszłej Belgijskiej Akademii Nauk.